# جمعية المحامين القطرية
جمعية مهنية قطرية

## التأسيس
تأسست جمعية المحامين القطرية بتاريخ 1 يونيو 2006  تهتم برفع مستوى مهنة المحاماة والنهوض بها، وتضم نخبة من المحامين القطريين المقيدين أمام وزارة العدل في جداول المحامين سواء المشتغلين أو المتدربين الذين يخدمون أهداف الجمعية ويحافظون على سمعتها

## المحامون في دولة قطر
يبلغ عدد المحامين المسجلين في دولة قطر نحو 182 محاميا حسب موقع المحاكم القطرية على موقعها على الإنترنت  منهم نحو 60 محاميا لديهم مكاتب محاماة، منهم 20 محامية وفيما بلغ عدد المحامين المسجلين كأعضاء في الجمعية نحو 125 محاميا

## اشتراطات القيد في سجل المحامين
1- أن يكون قطري الجنسية أو من مواطني دول مجلس التعاون لدول الخليج العربية بشرط المعاملة بالمثل وموافقة اللجنة.
2- أن يكون حاصلاً على شهادة في القانون من إحدى الجامعات المعترف بها، أو حاصلاً على شهادة في الشريعة لمن سبق له العمل بالقضاء أو النيابة العامة لمدة لا تقل عن سنتين.
3- أن يكون متمتعاً بالأهلية المدنية الكاملة، بالغاً من العمر إحدى وعشرين سنة ميلادية على الأقل.
4- أن يكون محمود السيرة حسن السمعة أهلاً للاحترام الواجب للمهنة.
5- ألا يكون قد صدر ضده حكم نهائي في جناية أو جريمة مخلة بالشرف أو الأمانة، ما لم يكن قد رد إليه اعتباره.
6- أن يكون قد أمضى مدة التدريب وفقاً للأحكام الواردة في هذا القانون.
7- أن يجتاز المقابلة الشخصية والاختبارات، وفقاً للضوابط التي تضعها اللجنة.
ويجوز قيد أعضاء هيئة التدريس من القطريين الحاصلين على درجة الدكتوراه، الذين يقومون بتدريس القانون في إحدى الجامعات المعترف بها، بجدول المحامين المشتغلين.
ويُشطب من جدول المحامين المشتغلين كل محام فقد شرطاً من شروط القيد المنصوص عليها في هذه المادة، ويصدر بالشطب قرار من اللجنة.
ويجوز للمحامي التظلم إلى اللجنة من قرار الشطب، والطعن في قرارها الصادر في التظلم، وفقاً لحكم المادة (29) من هذا القانون.

## انتخابات الجمعية
جرت اخر انتخابات لجمعية المحامين في شهر مارس 2022 وحصل فيها المحامي ثاني بن علي بن سعود آل ثاني بأعلى الاصوات وتم فيما بعد عقد اجتماع لمجلس الإدارة وتم اختيار مبارك عبدالله السليطى رئيسا لمجلس إدارة الجمعية بالتزكية  خلال اجتماع المجلس، كما ضم المجلس المنخب كل من ثاني بن علي بن سعود نائبا لرئيس الجمعية وعضوية عبد الله الهاجري، منى يوسف المطوع، محمد الهاجري، عبد الرحمن آل محمود، محمد المهندي، عبد الله السعدي، عيسى السليطي

## جدل حول اعفاء مجلس الإدارة السابق
سبقت الانتخابات التي جرت في مارس 2022، اختلافات قانونية بين الجمعية والجهات الحكومية المرخصة جرى على اثرها اعفاء مجلس الإدارة السابق وتعيين مجلس مؤقت للاعداد للانتخابات وبررت وزارة التنمية الإدارية والعمل والشؤون الاجتماعية التي أصدرت قرارها في 13 سبتمبر 2021.
«نظراً لعدم استيفاء متطلبات عقد الجمعية العمومية العادية وغير العادية حتى تاريخه وفقاً لأحكام المرسوم بقانون رقم (21) لسنة 2020م، بشأن الجمعيات والمؤسسات الخاصة، بما يحقق تشكيل لجنة الانتخابات تمهيداً لانتخاب مجلس إدارة جديد للجمعية، فضلا عن انتهاء ترخيص الجمعية بتاريخ 13 / 6 / 2021 وانتهاء مدة مجلس الإدارة المنوط به المبادرة إلى اتخاذ الإجراءات اللازمة لتجديد الترخيص». وطعن مجلس الإدارة في القرار لدى المحاكم ولكن رفض طعنه
والمحت الوزارة في بيان رسمي أن الجمعية لم تسع لتوفير مقر متوافق عليه من قبل أعضاء الجمعية العمومية، مما دعا الوزارة إلى إصدار قرار بتعيين مجلس إدارة مؤقت لمدة ستة أشهر، يكون من مهامه: تجديد ترخيص الجمعية، ونشر أسماء أعضاء الجمعية العمومية في الموقع الإلكتروني الخاص بها قبل موعد عقد اجتماعات الجمعية العمومية بستين يوماً على الأقل، واشعار الأعضاء بذلك، والدعوة لعقد جمعية عمومية عادية وغير عادية، وتشكيل لجنة الانتخابات، وانتخاب مجلس إدارة.)
ولاحقا جرى تعيين المحامي يوسف الزمان رئيسا لمجلي إدارة مؤقت من خمسة أعضاء لتسيير الجمعية لمدة ستة أشهر 

## تدشين أول دليل قانوني تعريفي للمحامين في قطر
دشنت جمعية المحامين القطرية وعدد من مكاتب المحامين الوطنية دليل المحامين الأول من نوعه في قطر بعنوان (المحامون في قطر.. دليل ومعلومات)، بمشاركة وزارة العدل وكتارا ومركز حوكمة، وذلك في حفل بكتارا حضره سالم فهد غراب المري مدير إدارة شؤون المحامين بوزارة العدل، وخالد السيد مدير إدارة الفعاليات والشؤون الثقافية كتارا، وعدد من المحامين. وذلك في اطار  التعريف بالمهنة وإعلاء شأنها في المجتمع،